# ميناء هيوستن
يقع ميناء هيوستن في مدينة هيوستن في تكساس، رابع أكبر مدينة في الولايات المتحدة. وهو أحد الموانئ الأكثر ازدحاما في العالم.

## المصدر
- الموسوعة العربية العالميو جزء 27 صفحة 175